# Fort Mellieħa
Fort Mellieħa (malt. Il-Fortizza tal-Mellieħa), znany też jako Il-Fortizza tas-Salib (Fort Krzyża) jest fortem z czasów II wojny światowej zbudowanym w Mellieħa na Malcie. Został zbudowany przez Brytyjczyków na szczycie wzgórza Mellieħa, aby służył jako magazyn obrony cywilnej i punkt obserwacyjny. Konstrukcja jest lekko umocniona przez mur okalający fort.
Fort jest teraz otoczony przez budynki mieszkalne. 28 grudnia 1991 roku, Lands Department (Wydział Gruntów) oddał fort w dzierżawę skautom z Mellieħa Scout Group, którzy odremontowali budynki, i teraz mieści się w tam ich kwatera główna. Jest to największa skautowska kwatera główna na Malcie; w jej skład wchodzą kuchnie, sale sypialne, miejsce na obozowisko oraz podziemne schrony.